# Министерство высшего и среднего специального образования СССР
Министерство высшего и среднего специального образования СССР (Минвуз СССР) — центральный орган государственного управления высшей и средней специальной школой в 1946—1988 годах. Учреждено как Министерство высшего образования СССР. В 1959 году преобразовано в союзно-республиканское министерство под названием Министерство высшего и среднего специального образования. Министерство упразднено с образованием Государственного комитета СССР по народному образованию.

## Основные задачи
Перед Минвузом СССР стояли такие задачи, как развитие и совершенствование системы высшего и средне-специального образования, издание общих учебно-методических материалов по высшему и средне-специальному образованию и координация действий союзных республик в подготовке квалифицированных специалистов, разработка основных показателей по перспективному и текущему планированию отрасли, развитие научно-исследовательских работ в высшей школе. А также задачами были подготовка и повышение квалификации научно-педагогических кадров и их аттестация, осуществление международных связей в области высшего и средне-специально образования.
Минвуз СССР согласовывал с республиканскими министерствами образования и ведомствами перечни специальностей, по которым велась подготовка кадров, утверждал учебные планы и программы, правила приёма в высшие и средне-специальные учебные заведения, а также утверждало документы, которые касались учёбы и научной работы в этих заведениях, координировал издание учебников и других учебных пособий.
В 1987 году Минвуз СССР создал для обеспечения руководства учебными заведениями учебно-методические объединения по группам родственных специальностей на базе региональных центров во главе с ведущими вузами. При Минвузе состояли Научно-технический совет, Совет по высшему и средне-специальному образованию, научно-методические советы по отраслям образования, Общесоюзный совет по делам иностранных учащихся и др..
В Ростове-на-Дону в системе Минвуза СССР работали Северо-Кавказский научный центр высшей школы (основанный в 1970 году), НИИ проблем высшей школы (НИИ ВШ, основанный в 1974 году (сегодня — НИИ высшего образования в Москве)), учебно-методические кабинеты по видам обучения (до 1987 года) и другие учреждения.

## Предшественники
- 1802—1817 и 1824—1917 годы — Министерство народного просвещения Российской империи
- 1917—1946 — Народный комиссариат просвещения РСФСР
- 1928 — Главное управление по высшей школе при ВСНХ СССР
- 1932 — Всесоюзный комитет по высшей технической школе
- 1936—1946 — Всесоюзный комитет по делам высшей школы при СНК СССР

## Официальные издания
С 1933 года выходил «Бюллетень Министерства высшего и среднего специального образования СССР». Через издательство «Высшая школа» (основанное в 1939 году) Министерство издавало теоретические и методические журналы, научную периодику, а также учебно-педагогическую и методическую литературу.

## Министры
- 1946—1951 — Кафтанов, Сергей Васильевич
- 1951—1953 — Столетов, Всеволод Николаевич
- 1954—1985 — Елютин, Вячеслав Петрович
- 1985—1988 — Ягодин, Геннадий Алексеевич.